# Affrontements armés du Haut-Karabakh de 2010
Conflit frontalier au Haut-Karabagh
Batailles
- Guerre de 1988-1994
- Affrontements de Mardakert de 2008
- Affrontements de 2010
- Affrontements de Mardakert de 2010
- Affrontements de 2012
- Affrontements de 2014
- Destruction d'un hélicoptère en 2014
- Guerre d'Avril
- Affrontements de 2018
- Affrontements de juillet 2020
- Guerre de 2020
- Opération Farukh
- Guerre de 2023

Les affrontements armés du Haut-Karabakh de 2010 sont une série d'échanges de coups de feu s'étant déroulés le 18 février sur la ligne de contact séparant les forces militaires azerbaïdjanaises et arméniennes du Karabakh. L'Azerbaïdjan a accusé les forces arméniennes d'avoir tiré sur les positions azerbaïdjanaises près des villages de Tap Qaraqoyunlu, Qızıloba, Qapanlı, Yusifcanlı et Cavahirli, ainsi que dans les hautes terres d'Agdam Rayon avec des armes légères, notamment des snipers,. En conséquence, trois soldats azerbaïdjanais ont été tués et un autre blessé.
Cet engagement devint la deuxième violation du cessez-le-feu le plus meurtrier depuis 1994, après les affrontements de Mardakert en 2008.